# Herrensitz Diepoltsdorf I

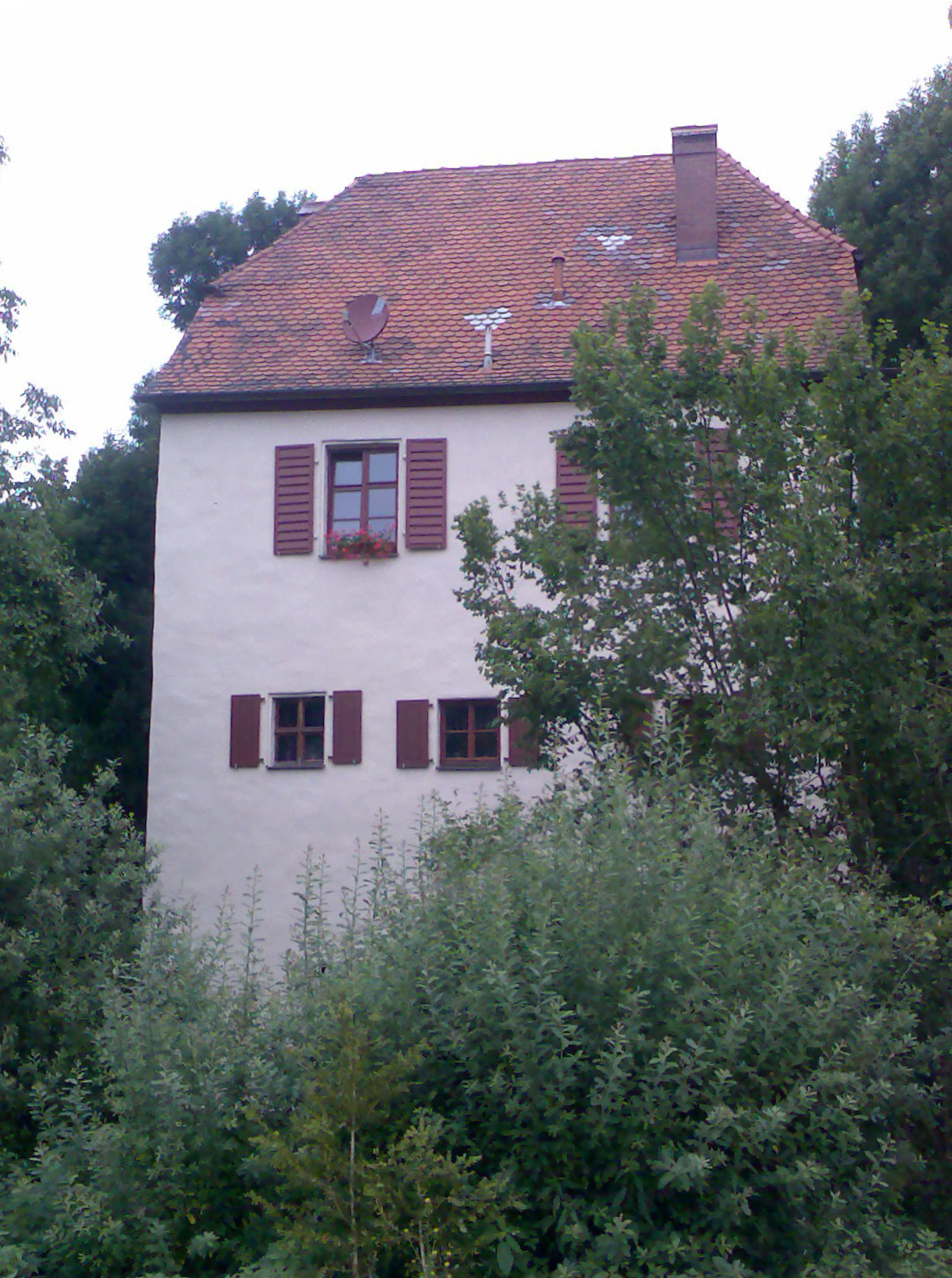
Herrensitz „Vordere Behausung“

Der Herrensitz Diepoltsdorf I (auch Vordere Behausung) ist ein Adelssitz der Familie von Loefen. Er befindet sich in Diepoltsdorf, einem Ortsteil von Simmelsdorf im Landkreis Nürnberger Land (Mittelfranken).

## Geschichte
1319 wurde Diepoltsdorf erstmals erwähnt. Der von Loefensche Herrensitz besteht aus zwei Häusern, der sogenannten „Vorderen Behausung“ und „Hinteren Behausung“, auf einer mit einem Wassergraben gesicherten Burgstelle.
Die Geschichte des älteren Schlosses, der sogenannten „Vorderen Behausung“, eines Turmhauses mit Wassergraben, lässt sich bis ins Jahr 1366 zurückverfolgen. Der „Vordere Sitz“ samt der Ortsherrschaft kam 1366 an die Familie Groland, die 1344 durch Aufnahme in den „Inneren Rat“ ins Nürnberger Patriziat aufgestiegen war. Seit 1450 gehörte ihr auch der benachbarten Herrensitz Utzmannsbach. Der letzte Besitzer war Sebastian Groland, dessen Enkelin Maria Coburger im Jahr 1627 den Patrizier Christoph Gottfried Gugel heiratete. Diese Familie nannte sich fortan Gugel von Brand und Diepoltsdorf. Die "vordere Behausung" wurde nach ihrer Zerstörung im Zweiten Markgrafenkrieg 1555 wieder hergestellt. Die Gugels erwarben 1660 auch den unmittelbar benachbarten „Hinteren Sitz“ und vereinigten das Gut wieder in einer Hand. Die Gugel blieben fast zweieinhalb Jahrhunderte im Besitz. Zu den Diepoltsdorfer Liegenschaften des Geschlechts zählten auch ein Hammerwerk, eine Spiegelglasschleife und eine Mühle. Der letzte der Diepoltsdorfer Linie, Joseph Maria Ludwig Christoph (1764–1843), verkaufte das Gut 1816 an seinen Neffen Franz Wilhelm Christoph von Gugel (1771–1848); an ihn und seine zweite Gemahlin Adelheid erinnert das Allianzwappen Gugel/Muffel über dem Eingang. Nach einer Erbeinigung unter seinen Töchtern ging die Liegenschaft 1872 an die Tochter Luise und ihren Ehemann, den aus einem alten oberpfälzischen Hammerherrengeschlecht stammenden Wilhelm Johann von Loefen, über. Die Familie von Loefen besitzt die beiden Herrensitze Vorderes und Hinteres Haus noch heute.

## Baudenkmal
Das Bauwerk ist der Liste der Baudenkmäler in Simmelsdorf aufgeführt (Aktennummer D-5-74-158-18):
Herrensitz (von Loefen):
Sogenannte „Vordere Behausung“: massiver dreigeschossiger turmartiger Bau mit Halbwalmdach, zurückverfolgbar bis 1366, 1555 wiederhergestellt
Graben: teilweise erhalten
Sogenanntes „Hinteres Haus“: zweigeschossiger massiver Walmdachbau, im Kern spätmittelalterlich